# Chilobrachys bicolor
Chilobrachys bicolor é uma espécie de aranha pertencente à família Theraphosidae (tarântulas).